# 60-я отдельная механизированная бригада (Украина)
60-я отдельная механизированная Ингулецкая бригада (укр. 60-та окрема механізована Iнгулецька бригада, сокр. 60 ОМБр) — тактическое соединение механизированных войск сухопутных сил Украины.

## История
В конце февраля 2016 года бригада участвовала в военных учениях в Херсонской области. Большинство её военнослужащих имеют боевой опыт и прошли закалку боевыми действиями на востоке страны. В ходе учений, среди прочего, они овладевали обновленными артиллерийскими системами.

### Участие в российско-украинской войне
1 апреля 2022 года стало известно, что военнослужащие 60 ОМБр освободили от российских войск  11 населенных пунктов в Херсонской области.
Указом Президента Украины №606/2022 от 24 августа 2022 года бригаде присвоено почетное наименование «Ингулецкая».
В начале сентября 2022 60 ОМБр участвовала в освобождении Высокополья и Ольгино.